# Paweł Krężel
Paweł Krężel, stosowano też zapis Paweł Krenzel (ur. 3 grudnia 1927 w Katowicach, zm. 12 maja 2004 tamże) – polski piłkarz.

## Kariera piłkarska
Wychowanek TuS Zalenze, czyli późniejszego KS 06 Załęże. Następnie występował w Stali Katowice, z którą w 1949 r. awansował do II ligi i wywalczył z drużyną 5 miejsce. W kolejnym sezonie katowicka Stal z Krężelem w składzie zajęła 2 miejsce w ligowej tabeli grupy wschodniej. Decyzją zrzeszenia metalowców (do którego należała Stal) drużyna z Katowic w kolejnym sezonie została zastąpiona drużyną Stali Starachowice. Wówczas część piłkarzy z Katowic trafiła do Stali Sosnowiec. W tym gronie znalazł się m.in. Krężel i Szymura. W 1954 r. wywalczył z sosnowiecką Stalą awans do I ligi. 20 marca 1955 r. w meczu Stal Sosnowiec – Górnik Radlin (wynik 4:0) zadebiutował w rozgrywkach I ligi. Tego dnia zdobył również 2 bramki. W listopadzie wraz z drużyną mógł poszczycić się tytułem wicemistrza Polski. 1 grudnia 1957 rozegrał ostatnie spotkanie w barwach klubu z Sosnowca. Był to mecz Legia Warszawa – Stal Sosnowiec 3:0. Po sezonie opuścił klub z Sosnowca i został grającym trenerem w Baildonie Katowice.

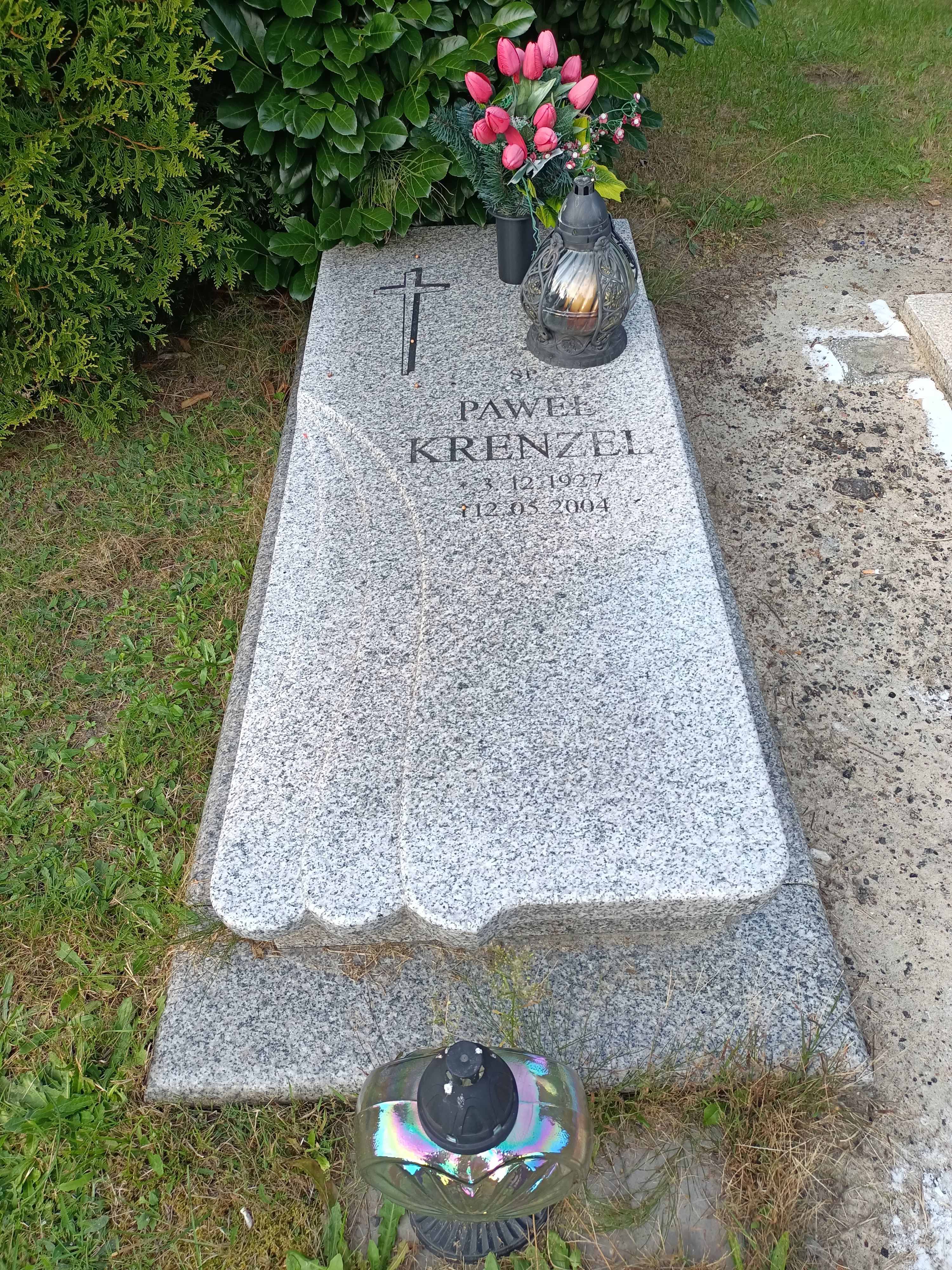
Grób Pawła Krężla

### Statystyki piłkarskie
W I lidze rozegrał 61 meczów i zdobył 25 bramek (w barwach Stali Sosnowiec).
| Sezon     | Klub           | Liga          | Mecze | Gole | Uwagi             |
| --------- | -------------- | ------------- | ----- | ---- | ----------------- |
| 1951      | Stal Sosnowiec | II liga       | ?     | 2    |                   |
| 1952      | Stal Sosnowiec | II liga       | ?     | 11   |                   |
| 1953      | Stal Sosnowiec | II liga       | ?     | 9    |                   |
| 1953/1954 | Stal Sosnowiec | Puchar Polski | ?     | 6    | półfinał          |
| 1954      | Stal Sosnowiec | II liga       | 20    | 9    | awans do I ligi   |
| 1954/1955 | Stal Sosnowiec | Puchar Polski | 1     | 0    |                   |
| 1955      | Stal Sosnowiec | I liga        | 22    | 10   | wicemistrz Polski |
| 1955/1956 | Stal Sosnowiec | Puchar Polski | 1     | 0    |                   |
| 1956      | Stal Sosnowiec | I liga        | 20    | 10   |                   |
| 1956/1957 | Stal Sosnowiec | Puchar Polski | 3     | 2    | ćwierćfinał       |
| 1957      | Stal Sosnowiec | I liga        | 19    | 5    |                   |
|           | suma           | II liga       | ?     | 31   |                   |
|           | suma           | I liga        | 61    | 25   |                   |
|           | suma           | Puchar Polski | ?     | 8    |                   |

## Kariera trenerska
Karierę piłkarską kończył w roli grającego trenera w Baildonie Katowice. Był również trenerem w HKS Szopienice. Przez wiele lat szkolił również młodzież w szkółce Stadionu Śląskiego Chorzów.

## Sukcesy
- wicemistrzostwo Polski 1955 ze Stalą Sosnowiec
- półfinał Pucharu Polski 1954 ze Stalą Sosnowiec
- awans do I ligi 1954 ze Stalą Sosnowiec